# Либехов
Либехов (чеш. Liběchov) — город Среднечешского края Чешской Республики. Расположен в районе Мельник на правом берегу реки Эльба, в устье ручья Либеховка. Часть города составляет деревня Ешовице.

## История

### Доисторическая эпоха
Сведения про доисторическое поселение, которое базировалось на этой территории, иллюстрирует могила на холме, расположенная недалеко от здания современной школы. Также найдены чаши из отшлифованной керамики и каменные орудия времён неолита (5000—3500 лет до н. э.).

### Средние века
Начало средневекового поселения на месте сегодняшней деревни не подтверждено историческими данными. Позднее, на рубеже XIII и XIV веков, на Лабе построен дом господ по мощёным белым пескам острова.
Первое историческое упоминание Либехова датируется записью от 1311 года (1316), с упоминанием о рыцарях Доминиковых (чеш. Dominovi) из Либехова (нем. Lubiechowa), с сыновьями Вацлавом и Юрзатой (чеш. Jurzatou). Название «Либехов» произошло от личного имени Лубех (чеш. L’uběch), что в переводе значит «Либехов двор» ("L’uběchův, Liběchův). Из народного освобождения Либохова возникла и более поздняя немецкая форма имени Либох (с 1720 года).
В начале XV века Либехов принадлежал роду Шкопсов из Дуба. Генрих из Дуба был другом и защитником проповедника Яна Гуса. В литературе Гусовское пребывание на Либеховской крепости принято считать вымыслом. С 1430 года Либеховское поместье сменило нескольких владельцев.
С 1438 года Либехов находился во владениях лордов Либехова, с 1455 года или с 1477 года назывался «Герб Пол-оленя». Изображение половины оленя в прыжке также стало местной геральдической фигурой.

### Ренессанс
- В 1543 году упоминается Вильям Бержковский из Шебиржова.
- В 1583 году умер владелец, силезский дворянин Кашпар Белвиц из Ноствиц (Nosswitz), и вместе с женой Евой похоронен в костеле св. Гавела[4].
- В 1603 году либеховские земли принадлежали Анне Бельвич из Штампаха.
- В 1615 году упоминается имя Иоанна Кристофера, рыцаря Бельвика из Ноствиц.

Старая крепость перестроена в период Ренессанса и окружена широким рвом. В 1623 году крепость на холме напоминает церковь. В 1621 году в замке зарегистрированы плужный двор, виноградник, мельница, пивоварня и овчин. В том же году в поместье проживала Магдалина Бельвич, состоявшая в браке с Георгом Маловцем из Хынова.
В 1654 году Гиацинт Виллани в винограднике над рекой построил каменную, сохранившуюся до нашего времени часовню Святого Духа, в которой он и был похоронен позже. Его могила с надписью в виде таблички обнаружена работниками Вейта в 1823 году, но они уничтожили надгробную плиту из-за своего неосторожного обращения.

### После Второй мировой войны
С 1945 по 1946 посёлок принудительно покинули семьи немецкой национальности (более 50 % населения). Освобожденная недвижимость была заселена, а административные связи села и города Дубой (чеш. Dubou) после Второй мировой войны изменились. Либехов перешёл под управление города Мельник. Область муниципалитета была расширена соседними городами.

## Население
| Год  | Численность | Численность |
| ---- | ----------- | ----------- |
| 1869 | 1410        | [ 5 ]       |
| 1880 | 1350        | [ 5 ]       |
| 1890 | 1325        | [ 5 ]       |
| 1900 | 1367        | [ 5 ]       |
| 1910 | 1358        | [ 5 ]       |
| 1921 | 1364        | [ 5 ]       |
| 1930 | 1810        | [ 5 ]       |
| 1950 | 1306        | [ 5 ]       |
| 1961 | 1283        | [ 5 ]       |
| 1970 | 1138        | [ 5 ]       |
| 1980 | 1147        | [ 5 ]       |
| 1991 | 993         | [ 5 ]       |
| 2001 | 981         | [ 5 ]       |
| 2014 | 1053        | [ 6 ]       |
| 2016 | 1057        | [ 7 ]       |
| 2017 | 1062        | [ 8 ]       |
| 2018 | 1073        | [ 9 ]       |
| 2019 | 1083        | [ 10 ]      |
| 2020 | 1067        | [ 11 ]      |
| 2021 | 1057        | [ 12 ]      |
| 2022 | 1084        | [ 13 ]      |
| 2023 | 1093        | [ 14 ]      |
| 2024 | 1077        | [ 15 ]      |
| 2025 | 1078        | [ 3 ]       |